# Brigitte Yagüe Enrique
Brigitte Yagüe Enrique (Palma, 15 de març de 1981) és una ex-lluitadora de taekwondo mallorquina, de la categoria de pes mosca.
Ha aconseguit, entre d'altres, tres ors, dues plates i un bronze en els Campionats del Món, així com quatre ors, una plata i un bronze en els Campionats d'Europa. En una ocasió ha guanyat la Copa del Món i ha estat set vegades campiona d'Espanya. Als Jocs Olímpics de Londres 2012 aconseguí la medalla de plata. El 20 d'octubre de 2015 anuncià la seva retirada per la falta de motivació i les molèsties de lesió als músculs d'una cuixa.

## Palmarès internacional
| Jocs Olímpics      | Jocs Olímpics                     | Jocs Olímpics     | Jocs Olímpics |
| Any                | Lloc                              | Medalla           | Categoria     |
| ------------------ | --------------------------------- | ----------------- | ------------- |
| 2012               | Londres (Anglaterra)              | Medalla de plata  | –49 kg.       |
| Campionat del Món  |                                   |                   |               |
| Any                | Lloc                              | Medalla           | Categoria     |
| 2001               | Ciutat de Jeju (Corea del Sud)    | Medalla de plata  | –51 kg.       |
| 2003               | Garmisch-Partenkirchen (Alemanya) | Medalla d'or      | –47 kg.       |
| 2005               | Madrid (Espanya)                  | Medalla de plata  | –51 kg.       |
| 2007               | Pequín (RP Xina)                  | Medalla d'or      | –51 kg.       |
| 2009               | Copenhaguen (Dinamarca)           | Medalla d'or      | –49 kg.       |
| 2011               | Gyeongju (Corea del Sud)          | Medalla de bronze | –49 kg.       |
| Campionat d'Europa |                                   |                   |               |
| Any                | Lloc                              | Medalla           | Categoria     |
| 1998               | Eindhoven (Països Baixos)         | Medalla d'or      | –47 kg.       |
| 2002               | Samsun (Turquia)                  | Medalla d'or      | –47 kg.       |
| 2004               | Lillehammer (Noruega)             | Medalla d'or      | –47 kg.       |
| 2005               | Riga (Letònia)                    | Medalla de plata  | –51 kg.       |
| 2008               | Roma (Itàlia)                     | Medalla d'or      | –51 kg.       |
| 2012               | Manchester (Anglaterra)           | Medalla de bronze | –49 kg.       |